# Strategus fallaciosus
Strategus fallaciosus är en skalbaggsart som beskrevs av Hermann Julius Kolbe 1906. Strategus fallaciosus ingår i släktet Strategus och familjen Dynastidae. Inga underarter finns listade i Catalogue of Life.